# Aporosa symplocifolia
Aporosa symplocifolia är en emblikaväxtart som beskrevs av Elmer Drew Merrill. Aporosa symplocifolia ingår i släktet Aporosa och familjen emblikaväxter.
Artens utbredningsområde är Filippinerna. Inga underarter finns listade i Catalogue of Life.